# Anthodioctes rosanae
Anthodioctes rosanae is een vliesvleugelig insect uit de familie Megachilidae. De wetenschappelijke naam van de soort is voor het eerst geldig gepubliceerd in 2002 door Urban.